# Junta Municipal de Districte
Una Junta Municipal de Districte és un òrgan de govern que s'encarrega de l'administració d'un barri o districte de determinades ciutats d'Espanya.

## Competències
Les seves competències varien d'una ciutat a una altra, estant relacionades generalment amb l'organització de la participació ciutadana i la transmissió de les necessitats públiques al mateix Ajuntament de la ciutat.
Assumiran les següents funcions:
-Fomentar les relacions de l'Ajuntament amb les entitats cíviques i culturals radicades en el districte.
-Informar als òrgans de govern municipal sobre l'eficàcia dels serveis prestats en l'àmbit territorial de la Junta Municipal de Districte i elaborar estudis sobre les necessitats i prioritats d'aquests.
-Facilitar, en l'àmbit de la seva demarcació, la relació constant entre les diferents àrees i serveis de l'Ajuntament
-Posar en coneixement dels òrgans municipals competents les circumstàncies col·lectives o personals dels veïns que puguin tenir incidència en les resolucions que es dictin.
-Informar als veïns de l'activitat municipal a través dels corresponents òrgans d'informació de cada Junta Municipal de Districte.
Cada Junta Municipal comptarà amb un president i un vicepresident que seran nomenats i cessats lliurement per l'alcalde entre els regidors. El President representarà a l'alcalde en l'àmbit de la Junta Municipal i vetllarà per la correcta aplicació del Reglament de govern i administració de l'Ajuntament de València en l'àmbit concret de la Junta Municipal de Districte.
Correspon al Vicepresident l'assistència permanent al President en l'exercici de les seves competències, així com la seva substitució en els supòsits de vacant, absència o malaltia.

## València
La ciutat de València en té 7:

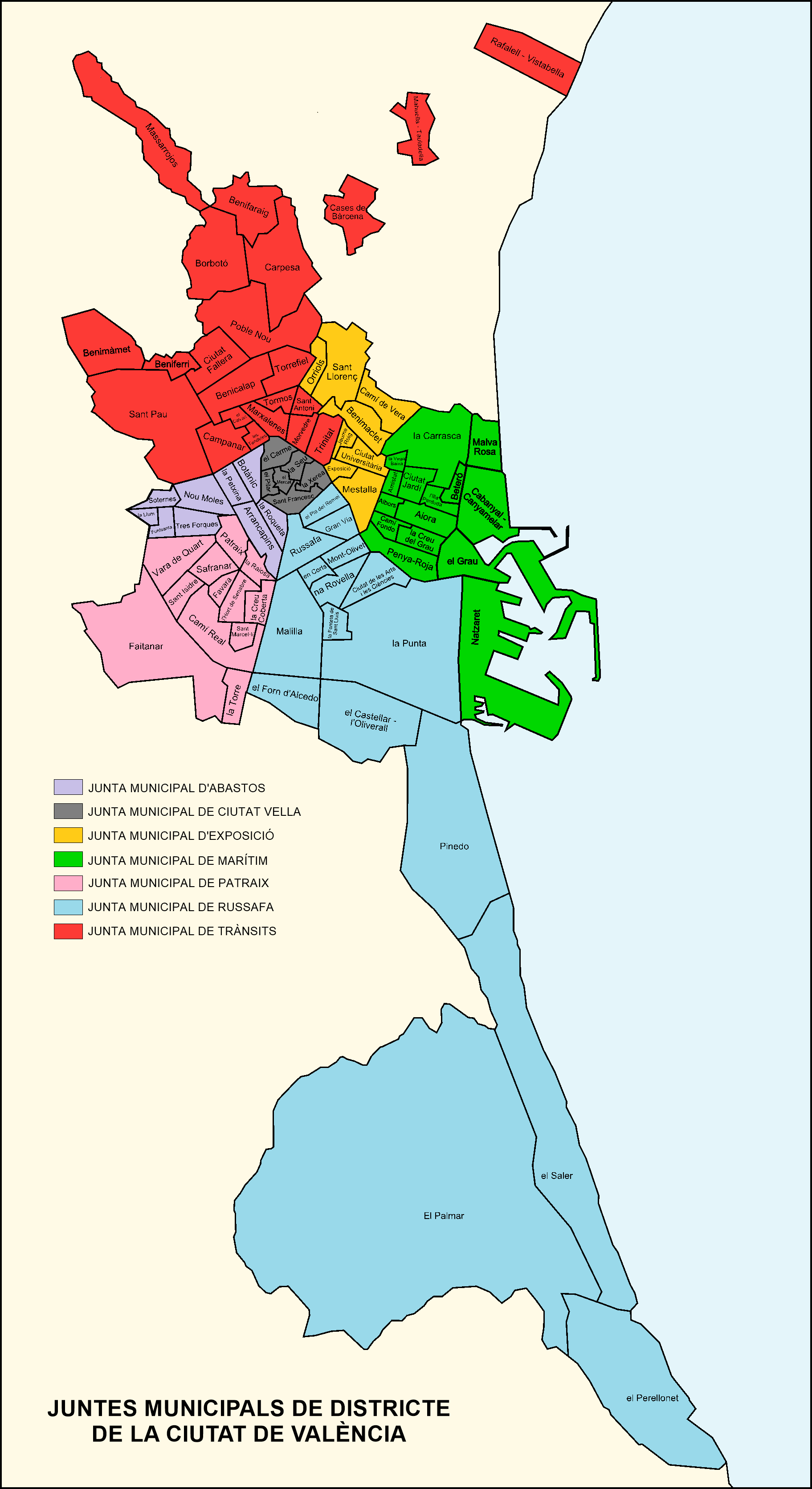
Els barris de la ciutat de València i la Junta Municipal de Districte a la qual corresponen.

- Junta Municipal d'Abastos: Nou Moles, Soternes, Tres Forques, la Fontsanta, la Llum, Botànic, la Roqueta, la Petxina i Arrancapins.
- Junta Municipal de Ciutat Vella: únicament el districte de Ciutat Vella sencer
- Junta Municipal d'Exposició: Orriols, Sant Llorenç, Benimaclet, Camí de Vera, Exposició, Mestalla, Jaume Roig, i Ciutat Universitària.
- Junta Municipal de Marítim: els districtes d'Algirós, Camins al Grau i Poblats Marítims, conformats pels barris següents: el Grau, el Cabanyal-Canyamelar, la Malva-rosa, Beteró, Natzaret, Aiora, Albors, la Creu del Grau, Camí Fons, Penya-Roja, l'Illa Perduda, Ciutat Jardí, l'Amistat, la Vega Baixa i la Carrasca.
- Junta Municipal de Patraix: la Raiosa, L'Hort de Senabre, La Creu Coberta, Sant Marcel·lí, Camí Reial, Patraix, Sant Isidre, Vara de Quart, Safranar i Favara.
- Junta Municipal de Russafa: els districtes de l'Eixample i Quatre Carreres sencers i la major part dels Poblats del Sud. Per barris: Russafa, Pla del Remei i Gran Via, Mont-Olivet, En Corts, Malilla, Font de Sant Lluís, Na Rovella, la Punta i Ciutat dels Arts i les Ciències, Forn d'Alcedo, Castellar-l'Oliveral, Pinedo, el Saler, el Palmar, el Perellonet, la Torre i Faitanar.

- Junta Municipal de Trànsits: Campanar, Tendetes, El Calvari, Sant Pau, Benicalap, Ciutat Fallera, Marxalenes, Morvedre, Torrefiel, Trinitat, Tormos, Sant Antoni, Benifaraig, Poble Nou, Carpesa, Cases de Bàrcena, Mauella, Massarrojos, Borbotó, Benimàmet i Beniferri.